# Mathigodu, Arkalgud
Mathigodu là một làng thuộc tehsil Arkalgud, huyện Hassan, bang Karnataka, Ấn Độ.